# Reconstruction (Film)
Reconstruction ist ein dänisches Film-Noir-Drama aus dem Jahr 2003.

## Handlung
Die Geschichte beginnt mit dem Schriftsteller August, der die Geschichte mit den folgenden Themen einleitet:
Alex geht in eine Bar und trifft Aimee, die er anspricht und die von ihm angetan ist. Beide flirten intensiv und landen später bei ihr im Zimmer, wo sie miteinander schlafen.
Etwas später treffen Aimee und August erneut in einem Hotel ein und nehmen sich ein Zimmer. Doch August hat, da er auf Lesetour ist, noch einige Geschäftstermine mit seiner Assistentin Monica wahrzunehmen, sodass er seine Frau alleine zurücklässt. Aimee will allerdings nicht alleine sein und verlässt das Hotel, um in der Stadt spazieren zu gehen. Gleichzeitig geht Alex mit seinem besten Freund Leo durch die Straße und gesteht ihm, dass seine Beziehung zu Simone ihm zu viel sei. Auch später beim gemeinsamen Essen mit Simone und seinem Vater ist ihm alles zu viel, sodass er sich entschuldigen lässt und selbst alleine durch die Stadt läuft.
Sowohl Alex als auch Aimee treffen sich anschließend zufällig auf dem Bahnhof, wo Alex nur noch Augen für Aimee hat, ihr bis in die Bahn folgt und versucht sie anzusprechen. Simone kommt hinzu und klammert an Alex, doch der will nur noch von ihr verschwinden und mit Aimee zusammen sein. Als diese anschließend die Bahn wieder verlässt, sprintet er ihr hinterher und folgt ihr bis ins Café, wo er sie erneut anspricht. Das komplette Gespräch wirkt wie in der Anfangsszene, nur dass sich dieses Mal beide vertrauter sind, sodass sie schneller in Aimees Hotelzimmer landen und beide erneut eine Liebesnacht miteinander verbringen.
Nachdem August wieder ins Hotel zu Aimee zurückkehrt, entdeckt er die Spuren dieser wilden Liebesnacht und die Botschaft, dass Aimee ihren Liebhaber um 13 Uhr treffen soll. August ist fassungslos, verlässt das Hotel wieder und muss dies erst verkraften, aber er gibt seiner Frau vor, ahnungslos zu sein und bietet ihr an, seine kompletten Lesungen abzusagen und nur noch für sie da zu sein.
Inzwischen versucht Alex heimzukehren, doch sein altes Leben scheint nicht mehr zu existieren, denn weder seine Wohnung ist noch da, wo sie einst war, noch können sich seine Nachbarin Frau Banum, sein bester Freund Leo, seine Freundin Simone oder sein Vater an ihn erinnern und halten ihn für einen Spinner, den sie aggressiv von sich weisen. Also läuft er ins „Le Sommelier“, um Aimee zu treffen, wo sie erneut ein verliebtes Kennenlernen nachspielen. Nachdem sie die Zeche geprellt haben, verbringen sie eine unbeschwerte Zeit im Park und Aimee gibt Alex ihren Ring, womit sie zeigen will, dass sie sich auf jeden Fall – wie versprochen in Rom – wiedersehen, aber vorher müsse sie sich nur noch von jemandem verabschieden.
August weiß um die mögliche Trennung von Aimee, sodass er noch ein letztes Mal versucht, sie davon abzuhalten, indem er ihr in einer Widmung des Buches seine Liebe zu ihr zeigen will. Doch Aimee hat längst mit ihm abgeschlossen, packt ihre Sachen und verlässt ihn. Sie geht zur verabredeten Bar und wartet anschließend auf Alex. Dieser hingegen hat, nachdem er realisiert hat, dass seine Freundin ihn von Herzen liebte, Simone in der „Bo-Bi Bar“ aufgesucht, um sich von ihr endgültig zu verabschieden. Doch diese findet Alex interessant, sodass sie ihn nicht gehen lassen will und er verspätet in Aimees Bar auftaucht. Doch sie ist längst gegangen und Alex muss sich bemühen, sie noch rechtzeitig einzuholen. Und sie ist tief enttäuscht, dass Alex sie hat sitzen lassen, sodass sie einen letzten Beweis ihrer Liebe von ihm verlangt. Er solle mit ihr zum Bahnhof gehen und sich nicht zu ihr umdrehen. Zweifelt er, dass sie ihm folgt, wird sie verschwinden. Und kurz vor dem gemeinsamen Ziel zweifelt Alex, ob Aimee ihm folgte, sodass er sich umdreht und sie sofort verschwunden ist.
Alex begibt sich daraufhin schnell ins Hotel, um Aimee für eine gemeinsame Zukunft in Rom zu überzeugen, aber sie sagt, dass sie sich nicht an ihn erinnern könne und dass er verschwinden solle. Und so schließt August den Film als Erzähler mit den Worten ab:

## Kritik
Der Film erhielt sehr gute Kritiken. So zählte die Internetseite Rotten Tomatoes von 38 gewerteten professionellen Kritiken 28 positive, was einem Wert von 71 % entspricht. Auch vom breiten Publikum wurde der Film hervorragend aufgenommen, denn gleichzeitig werteten 86 % des Publikums den Film positiv. Dies wiederum wird vom Onlinefilmarchiv IMDb, einer weiteren Plattform, auf der normale User ihre Filmkritiken abgeben können, bestätigt, denn dort gaben die User dem Film durchschnittlich sehr gute 7,3 von 10 möglichen Punkten.
In der Mitteldeutschen Zeitung meinte Thomas Borchert, dass Reconstruction eine „originelle filmische Umsetzung von Mut und Frechheit“ sei. Boe wolle das Publikum „mit Bildern statt einer Geschichte […] verführen“. Allerdings müsse man die Bildsprache mögen, denn erst dann könne man einen „raffiniert gebauten Film mit intensiven und intimen Bildsequenzen“ erleben.
In der Taz kritisierte Andreas Busche, dass es sich bei Reconstruction lediglich um einen „diffusen New-Age-Liebesmystizismus“ handele, der schlechter sei als ähnliche Filme wie Memento, Virtual Nightmare – Open Your Eyes und Vergiss mein nicht!. Dahingegen lobte Wilfried Hippen nur wenige Wochen später, in derselben Zeitschrift, Reconstruction als „ein kniffliges Verwirrspiel, eine Versuchsanordnung der Liebe, die manchmal droht, zu selbstverliebt in die eigene Raffinesse zu sein“.
Der renommierte Filmkritiker von der New York Times, A. O. Scott, lobte wegen der Architektur Kopenhagens die Wahl des Drehortes und befand, dass der „sanfte und überzeugende Film […] weniger mit intensiven Gefühlen als mit suggestiven Stimmungen versuche“ zu überzeugen. Auch wirke diese Romanze, als hätte sie „eine literarische Seele, die man den Kurzgeschichten von Jorge Luis Borges und Julio Cortázar zuordnen könnte“.
Auf bbc.co.uk meinte Matthew Leyland, dass Reconstruction ein „stylischer, komplexer und herausfordernder Film sei, der den Verstand quäle, aber die Gefühle unberührt ließe“. Alles sei dazu ausgelegt, so wenig Gefühl wie möglich für die Charaktere zu entwickeln. Außerdem verglich Leyland den Film mit dem Theaterstück Orfeo ed Euridice.
Lisa Nelson meinte im Variety-Magazin, dass der Film über „grenzwertig banale Dialoge“ verfüge und der Zigarettenrauch eine Atmosphäre vermittele, der dem Film ein „emotionales Gewicht verleihe, welches er aber nicht wirklich verdiene“.

## Hintergrund
- Um einen gewissen visuellen Stil zu kreieren, wurde der Film nur mit vorhandenem, also nicht künstlich hinzugefügtem, Licht gedreht.[10]
- Außerdem drehte Boe den Film ohne Storyboards und Drehplan.[10]
- Um eine gewisse Zeitlosigkeit zu symbolisieren, wurde bewusst auf moderne Kommunikationsmöglichkeiten wie Handy oder Internet verzichtet.[11]
- Der Film wurde durch eine Fotografie Jacques-Henri Lartigues inspiriert. So sah Boe ein Bild einer Frau in einem Raum mit leeren Bücherregalen und wusste, dass er einen Film „über einen Mann machen wollte, der nach Hause kommen will, aber es nicht kann, da seine Wohnung verschwunden ist. Und es musste eine Liebesgeschichte sein“.[11]

## Auszeichnungen
- zwei Nominierungen beim dänischen Filmpreis Bodil und zwar als Bester dänischer Film und für die Beste Hauptdarstellerin
- zwei Auszeichnungen beim dänischen Filmpreis Robert für den Besten Schnitt und den Besten Sound, sowie vier weitere Nominierungen (Beste Kamera, Bestes Make-Up, Beste Regie, Bester dänischer Film)
- die Goldene Kamera für Christoffer Boe bei den Internationalen Filmfestspielen von Cannes 2003[12]
- eine Nominierung als Bester Nachwuchsfilm beim Europäischen Filmpreis
- eine Nominierung für die Beste Entdeckung bei den Chlotrudis Awards
- der Publikumspreis beim International Istanbul Film Festival

## Veröffentlichung
Reconstruction hatte seine Weltpremiere bei den Internationalen Filmfestspielen von Cannes 2003, bevor er nach weiteren Vorführungen auf Filmfesten am 26. September 2003 in den dänischen Kinos anlief. In Deutschland lief der Film ab dem 10. Juni 2004 in den Kinos und ist seit dem 11. November 2004 als DVD erhältlich.